# 瑞草區
瑞草區（韩语：／ Seocho gu）是大韓民國首都首爾特別市的一個區，位於漢江南岸，位處於首爾的副都心江南地區裡。瑞草區和江南區並称为「江南8学群」（강남8학군），是韩国最优质的教育资源最多之處。韓國首都的多項公共設施，如：國立中央圖書館、大法院等都位於本區。三星集團的總部亦位於瑞草區的瑞草洞，在瑞草區首爾地鐵2號線和新盆唐線的江南站附近。瑞草區也是大韓民國前總統尹錫悅所居住的區。
瑞草區的面積約有47平方公里，在首爾的地產來說是一個高尚住宅區。在早期韓國人對外國人仍然比較恐懼的年代，瑞草區是韓國當時少數有比較多外國人（以歐美人士為主）聚居的地方。因此，瑞草區在多方面都與首爾的其他地區不同，例如：瑞草區有一半的面積是屬於綠化地帶、瑞草區的女性人口比男性人口略多等。

## 行政區劃

行政區劃圖

截至1995年1月11日，瑞草區合共分為18個行政洞、10個法定洞，之後各行政洞間的邊界未有改變。18個行政洞及所對應之法定洞如下：
| 行政洞   | 行政洞   | . | 法定洞   | 法定洞   |
| 漢字名稱 | 韓語名稱 | . | 漢字名稱 | 韓語名稱 |
| 盤浦本洞 | 반포본동 | . | 盤浦洞   | 반포동   |
| 盤浦1洞  | 반포1동  | . | 盤浦洞   | 반포동   |
| 盤浦2洞  | 반포2동  | . | 盤浦洞   | 반포동   |
| 盤浦3洞  | 반포3동  | . | 盤浦洞   | 반포동   |
| 盤浦4洞  | 반포4동  | . | 盤浦洞   | 반포동   |
| 蠶院洞   | 잠원동   | . | 蠶院洞   | 잠원동   |
| 方背本洞 | 방배본동 | . | 方背洞   | 방배동   |
| 方背1洞  | 방배1동  | . | 方背洞   | 방배동   |
| 方背2洞  | 방배2동  | . | 方背洞   | 방배동   |
| 方背3洞  | 방배3동  | . | 方背洞   | 방배동   |
| 方背4洞  | 방배4동  | . | 方背洞   | 방배동   |
| 瑞草1洞  | 서초1동  | . | 瑞草洞   | 서초동   |
| 瑞草2洞  | 서초2동  | . | 瑞草洞   | 서초동   |
| 瑞草3洞  | 서초3동  | . | 瑞草洞   | 서초동   |
| 瑞草4洞  | 서초4동  | . | 瑞草洞   | 서초동   |
| 良才1洞  | 양재1동  | . | 牛眠洞   | 우면동   |
| 良才1洞  | 양재1동  | . | 良才洞   | 양재동   |
| 良才2洞  | 양재2동  | . | 良才洞   | 양재동   |
| 良才2洞  | 양재2동  | . | 院趾洞   | 원지동   |
| 內谷洞   | 내곡동   | . | 內谷洞   | 내곡동   |
| 內谷洞   | 내곡동   | . | 廉谷洞   | 염곡동   |
| 內谷洞   | 내곡동   | . | 新院洞   | 신원동   |

## 地理
瑞草洞與東面的江南區以江南大路為界，在西面以銅雀大橋及銅雀大路與銅雀區為界。南部以青溪山、仁陵山莲峰为边界与京畿道的果川市及城南市邻接，並有內谷隧道連接瑞草區及果川市；北部则以汉江为界与龙山区相对。

## 歷史
「瑞草」的名字來自「瑞禾」與「霜草」，原因是這裡在發展成為都市之前，是一大片種植大米的農地，而當時進貢與君主享用的大米都是產於當時仍屬廣州郡的瑞草。早在新石器時期，瑞草區已有人居住。到了百濟創立初期，由於瑞草位於首都慰禮城以西的郊外，當地成為了農業重地。高麗時期，屬於嶺東道。
在朝鮮末年時，瑞草一帶屬於始興郡的新東面。1960年代首爾擴張，瑞草亦劃入了首爾的範圍，當時屬於冠岳區。在1965年制定的首爾市城市基本规划，確定瑞草一帶作为未來的副都心，1968年进行了第1次嶺東土地规划整理业务。从此瑞草区开始踏上現代化道路。
1973年7月1日，蠶院洞被劃歸城東區。1975年10月1日，今日瑞草區所屬的地區除了方背洞以外，都劃歸新成立的江南區所管轄。 1988年1月1日，原江南區的瑞草洞、盤浦洞、方背洞、良才洞、牛眠洞、院趾洞、內谷洞、新院洞、廉谷洞脫離江南區，另組新的瑞草區，蠶院洞則從城東區劃歸江南區。瑞草區就在這一天誕生。1988年1月1日，蠶院洞亦被劃歸瑞草區管理。
1995年6月29日，位於瑞草區的三豐百貨於下午5點55分發生倒塌意外，造成502人死亡、937人受傷、6人失蹤，為韓國在和平時期傷亡嚴重的慘劇。

## 交通

### 鐵路
韓國鐵道公社
- 果川線（●首都圈电铁4号线）：南泰嶺站

Neo Trans
- ●新盆唐線：良才站 - 良才市民之林站 - 清溪山站

首爾交通公社
- ●首爾地鐵2號線：江南站 - 首爾教育大學站 - 瑞草站 - 方背站
- ●首都圈電鐵3號線：蠶院站 - 高速巴士客运站站 - 首爾教育大學站 - 南部客运站站 - 良才站
- ●首都圈电铁4号线：南泰嶺站
- ●首爾地鐵7號線：論峴站 - 盤浦站 - 高速巴士客运站站 - 內方站

首尔市地铁9号线
- ●首爾地鐵9號線：舊盤浦站 - 新盤浦站 - 高速巴士客运站站 - 砂平站

## 教育
- 韓國天主教大學聖醫教場 (醫學及護理學院，位於盤浦4洞)

## 交流

### 姊妹結連都市

#### 韓國
- 江原道橫城郡(1997年9月1日)
- 江原道華川郡(1999年4月20日)
- 江原道江陵市(2006年3月23日)
- 京畿道利川市(2001年7月12日)
- 慶尚南道山清郡(2004年11月10日)
- 慶尚北道高靈郡(2006年11月23日)
- 蔚山廣域市南區(1999年12月16日)
- 全羅南道海南郡(2003年5月20日)
- 全羅北道南原市(2005年2月4日)
- 全羅北道完州郡(2006年2月23日)
- 忠清南道論山市(2004年11月24日)
- 忠清南道舒川郡(2004年9月15日)
- 忠清南道禮山郡(2004年5月21日)
- 忠清南道青陽郡(2003年5月22日)
- 忠清南道泰安郡(2003年9月26日)
- 忠清北道堤川市(1999年11月1日)

#### 韓國以外
- 日本東京都杉並区(1991年12月9日)
- 俄羅斯莫斯科市西南区 (1992年3月31日)
- 阿根廷米西奧內斯省波薩達斯(2000年8月7日)
- 阿根廷布宜諾斯艾利斯省馬天尼市(2000年8月8日)
- 美国纽约市曼哈頓區(2003年10月14日)
- 中国黑龍江省齐齐哈尔市建华区(2004年10月5日)
- 墨西哥墨西哥城庫奧赫特莫克區(2005年10月13日)

## 旅遊
- 藝術殿堂
- 韓國國立國樂院
- 漢江市民公園
- 良才川（朝鲜语：양재천） - 良才市民森林
- 瑞來村（朝鲜语：서래마을）（小法國）
- 献仁陵

## 宗教
在瑞草區，總共有9家天主教堂、194家基督教會及26家佛寺。當中比較著名的有：
- 爱的教会
- 九龍寺 (位於九龍洞)
- 方背洞天主堂
- 長新長老教會

## 公共機關
- 韓國國立中央圖書館
- 韓國大法院
- 首尔中央地方法院
- 大韓民國國家情報院

## 外部連結
- 首爾特別市瑞草區廳網頁 （页面存档备份，存于） （中文）
- 首爾特別市瑞草區廳網頁 （页面存档备份，存于） 